# Rio Chupador
O Rio Chupador é um rio do Paraná, no Brasil. É um tributário do rio Corumbataí na junção dos municípios de Iretama, Barbosa Ferraz e São João do Ivaí.